# 天卫十七
天卫十七（S/1997 U 2, Sycorax）是环绕天王星运行的一颗卫星，是1997年9月6日由布雷特·J·格拉德曼、菲爾·尼科爾森、約瑟夫·A·伯恩斯和約翰·J·卡維拉爾斯使用海爾望遠鏡所發現。它的英文名Sycorax來自威廉·莎士比亚戏剧《暴风雨》中卡里班的母亲西科拉克斯。
天衞十七可能是被天王星捕獲的小行星或彗星。